# Bogalusa
Bogalusa é uma cidade localizada no estado americano de Luisiana, na Paróquia de Washington.

## Demografia
Segundo o censo americano de 2000, a sua população era de 13.365 habitantes. 
Em 2006, foi estimada uma população de 13.002, um decréscimo de 363 (-2.7%).

## Geografia
De acordo com o United States Census Bureau tem uma área de 
24,7 km², dos quais 24,6 km² cobertos por terra e 0,1 km² cobertos por água.

## Localidades na vizinhança
O diagrama seguinte representa as localidades num raio de 32 km ao redor de Bogalusa. 